# Pinanga disticha
Pinanga disticha är en enhjärtbladig växtart som först beskrevs av William Roxburgh, och fick sitt nu gällande namn av Hermann Wendland. Pinanga disticha ingår i släktet Pinanga och familjen Arecaceae. Inga underarter finns listade i Catalogue of Life.